# Attention (piosenka NewJeans)
Attention – piosenka południowokoreańskiej grupy NewJeans, wydana 22 lipca 2022 roku przez wytwórnię ADOR. Promowała minialbum New Jeans.

## Historia wydania
22 lipca NewJeans wydały teledysk do utworu „Attention” jako niespodziewane wydanie, bez wcześniejszego ujawnienia tożsamości członkiń ani koncepcji grupy.  Teledysk do choreografii został wydany tego samego dnia, a szybko potem ogłoszono debiutancki minialbum zatytułowany New Jeans, który zawierał cztery utwory, w tym dwa dodatkowe single.

## Kompozycja
„Attention” zostało opisane jako utwór o "groove'owym podkreślonym pulsującym biciem" i "zmianach tonacji między dźwiękami głównymi i mniejszymi, co utrzymuje instrumentalne wpływy wczesnego R&B z lat 2000 na minimalnym poziomie". Członkini NewJeans, Danielle, wzięła udział w pisaniu tekstów do tego utworu.

## Lista utworów
| Attention | Attention    | Attention               | Attention    | Attention | Attention |
| Nr        | Tytuł utworu | Tekst                   | Kompozycja   | Aranżacja | Długość   |
| --------- | ------------ | ----------------------- | ------------ | --------- | --------- |
| 1.        | „Attention”  | Gigi, Duckbay, Danielle | 250, Duckbay | 250       | 3:00      |

## Notowania
| Lista                               | Najwyższa pozycja |
| ----------------------------------- | ----------------- |
| South Korea (Circle)                | 1                 |
| South Korea (Billboard)             | 1                 |
| Argentina (Argentina Hot 100)       | 78                |
| Global 200 (Billboard)              | 54                |
| Indonesia (Billboard)               | 22                |
| Japan Heatseekers (Billboard Japan) | 3                 |
| Japan Streaming (Billboard Japan)   | 72                |
| Malaysia (Billboard)                | 19                |
| New Zealand Hot Singles (RMNZ)      | 26                |
| Singapore (Billboard)               | 7                 |
| Singapore (RIAS)                    | 7                 |
| Taiwan (Billboard)                  | 25                |
| Vietnam (Vietnam Hot 100)           | 8                 |

## Nagrody w programach muzycznych
| Program                | Data             | Źródło |
| ---------------------- | ---------------- | ------ |
| M Countdown (Mnet)     | 18 sierpnia 2022 | [ 20 ] |
| Music Bank (KBS2)      | 19 sierpnia 2022 | [ 21 ] |
| Show! Music Core (MBC) | 20 sierpnia 2022 | [ 22 ] |
| Inkigayo (SBS)         | 21 sierpnia 2022 | [ 23 ] |
| Inkigayo (SBS)         | 28 sierpnia 2022 | [ 24 ] |